# Colotois rufa
Colotois rufa är en fjärilsart som beskrevs av Schnaider 1950. Colotois rufa ingår i släktet Colotois och familjen mätare. Inga underarter finns listade i Catalogue of Life.